# Jenna Randall
Jenna Randall, née le 20 septembre 1988 à Ascot (Berkshire), est une nageuse synchronisée britannique.

## Palmarès

### Jeux du Commonwealth
- Jeux du Commonwealth de 2006 à Melbourne (Australie) :
  -  Médaille d'argent en solo
- Jeux du Commonwealth de 2010 à Delhi (Inde) :
  -  Médaille d'argent en solo
  -  Médaille d'argent en duo